# 2005 TV189
2005 TV189, também escrito como 2005 TV189, é um objeto transnetuniano que está localizado no Cinturão de Kuiper, uma região do Sistema Solar. Este corpo celeste é classificado como um provável plutino, pois, o mesmo está em uma ressonância orbital de 2:3 com o planeta Netuno. Ele possui uma magnitude absoluta de 7,5 e tem um diâmetro estimado com 139 km.

## Descoberta
2005 TV189 foi descoberto no dia 3 de outubro de 2005.

## Órbita
A órbita de 2005 TV189 tem uma excentricidade de 0,190 e possui um semieixo maior de 39,498 UA. O seu periélio leva o mesmo a uma distância de 32,007 UA em relação ao Sol e seu afélio a 46,990 UA.